# Kaiseryacht SMS Hohenzollern (Briefmarkenserie)

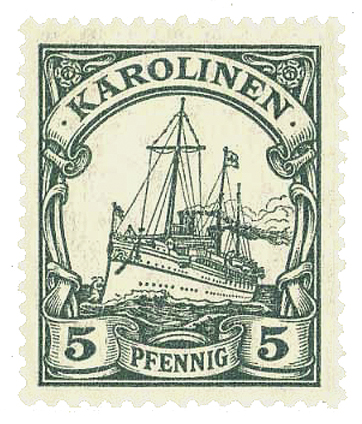
Freimarke der Karolineninseln mit dem Abbild der SMY Hohenzollern II

Die Freimarkenserie Kaiseryacht SMS Hohenzollern war eine Serie von Briefmarken der deutschen Reichspost mit dem Abbild der 1892 erbauten kaiserlichen Yacht Hohenzollern, die zwischen 1900 und 1919 in den deutschen Kolonien Deutsch-Neuguinea, Deutsch-Ostafrika, Deutsch-Südwestafrika, Kamerun, Karolineninseln, Kiautschou, Marianen, Marshallinseln, Samoa und Togo ausgegeben wurden.

## Geschichte

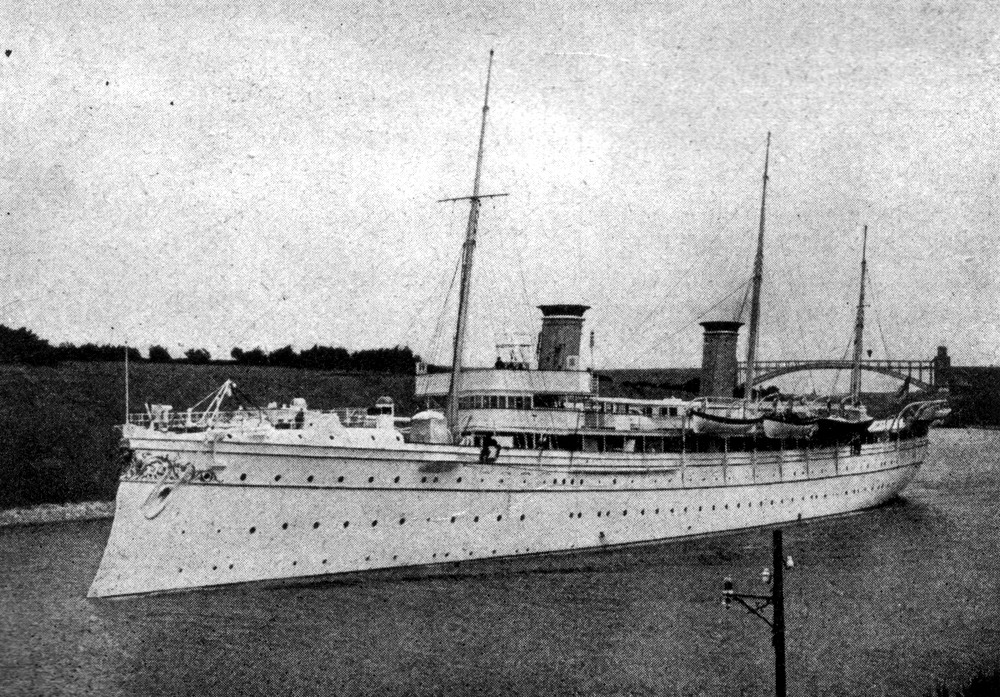
Die Hohenzollern im Jahr 1902

Die Kolonien wurden zwischen 1884 und 1899 vom Deutschen Kaiserreich erworben. In den Kolonien galt das Tarifsystem der Deutschen Reichspost, deren Briefmarken zunächst auch in den Kolonien verwendet wurden, zunächst die Originalausgaben der Reichspost, ab 1897 mit einem Überdruck des Namens der jeweiligen Kolonie. 1900 wurde in allen Kolonien die Freimarkenserie mit dem Abbild der Kaiserjacht Hohenzollern und dem Namen der jeweiligen Kolonie eingeführt.
Die Marken wurden in verschiedenen Wertstufen zwischen 3 Pfennig und 5 Mark bis zu Beginn des Ersten Weltkrieges ausgegeben. Nach der Besetzung aller deutschen Kolonien durch alliierte, zumeist britische, Truppen bis Mitte 1915 wurden die Marken mit einem Aufdruck der jeweiligen Besatzungsmacht überdruckt und bis Kriegsende weiter verwendet. Die Marken kommen auch mit dem Aufdruck „Specimen“ (z. B. zur Vorlage an den Weltpostverein) vor.

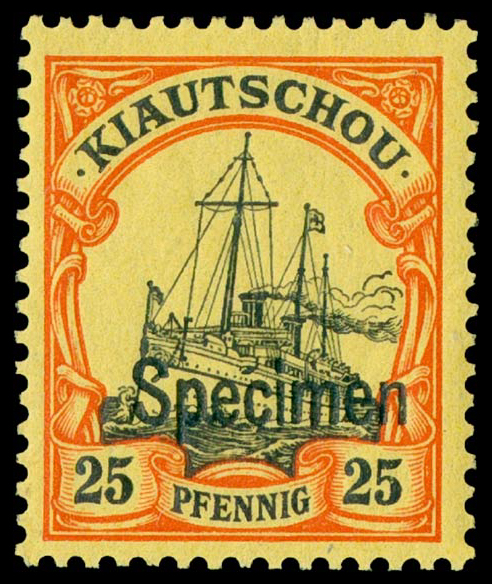
Aufdruck „Specimen“ auf einer Marke für Kiautschou

Auch nach der alliierten Besetzung der deutschen Kolonien blieb die Briefmarkenserie am Sammlerschalter des Hauptpostamtes in Berlin im Verkauf. Als Schaltersatz werden in der philatelistischen Literatur 147 Briefmarken der Kolonien im Design der Kaiseryacht-Serie (und einige Aufdruckmarken der Auslandspostämter) bezeichnet, die dort bis zur Unterzeichnung des Friedensvertrag von Versailles im Juni 1919 auf Wunsch komplett zum Nennwert abgegeben wurden. Darunter waren auch 23 Marken der Kaiseryacht-Serie, die in den Kolonien nie zum Verkauf kamen. Bei diesen Marken handelt es sich um Ausgaben auf Wasserzeichenpapier, neue Farbvarianten oder eine geänderte Landesbezeichnung (DEUTSCH-NEUGUINEA statt DEUTSCH-NEU-GUINEA). Im Michel-Katalog sind diese Ausgaben mit Hauptnummern gelistet, obwohl sie nie postalisch verwendet werden konnten. Noch in den frühen 1920er Jahren kamen zwei bis dahin unbekannte Werte der Kaiseryacht-Serie (Ostafrika, 2 Rupien in hellgrün, und Karolinen, 5 Pfennig grün, auf Wasserzeichenpapier) zum Vorschein, die aus Archivbeständen der Reichspost amtlich versteigert wurden und im Katalog als „nicht verausgabt“ mit römischen Nummern gelistet werden.
Gemäß dem Friedensvertrag von Versailles verlor Deutschland seine Kolonien. Damit endete auch die Ausgabe von Kolonialbriefmarken durch die Deutsche Reichspost.

## Gestaltung und Verwendung

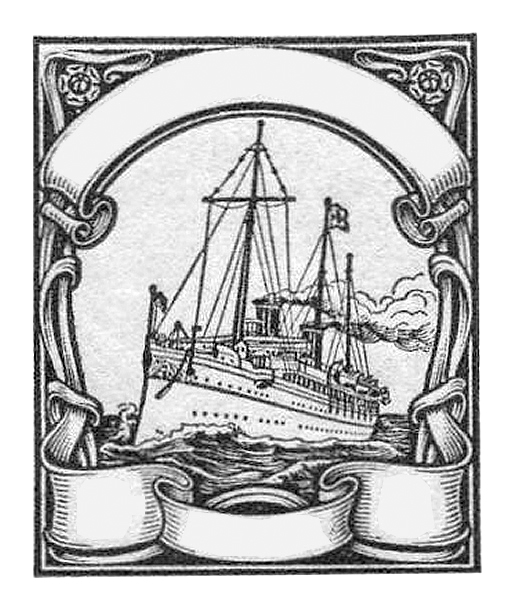
Matrix für die Kolonialausgaben

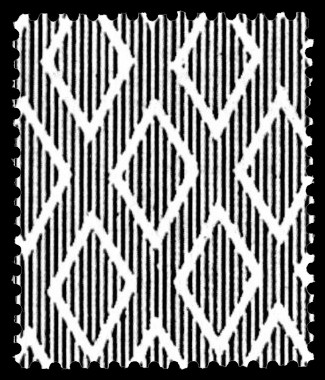
Wasserzeichen (Rauten, ab 1905)

Die Freimarkenserie bestand aus zwei Designs und Formaten, ein kleineres für die Pfennigwerte und ein größeres für die Mark-Werte. Die Wertstufen und Farben der Marken waren in allen Kolonien einheitlich.
Die niedrigen Pfennig- und Markwerte waren einfarbig (3 Pfennig – braun, 5 Pfennig – grün, 10 Pfennig – rosa, 20 Pfennig – blau, 1 Mark – rot, 2 Mark – dunkelblau), die höheren Werte (25, 30, 40, 50, 80 Pfennig, 3 und 5 Mark) mehrfarbig. Das Farbschema entsprach damit weitgehend dem der zeitgleich im Reichsgebiet eingeführten Germania-Freimarkenserie.
Die Marken aus Ostafrika hatten seit 1893 Wertstufen in ostafrikanischer Pesa-Währung (100 Pesa = 1 Rupie) und ab 1905 Wertangaben in Heller und Rupien.
Die Ausgaben in Kiautschou trugen ab 1900 zunächst Pfennig- und Mark-Werte, ab 1905 wurden die Freimarken in Chinesischer Dollar-Währung (100 Cent = 1 Dollar) ausgegeben.
Ab 1905 wurden alle Ausgaben der Serie mit einem Wasserzeichen (Rauten) als Sicherheitsmerkmal versehen.

### Pfennigwerte
Die Pfennigausgaben haben ein Format von 21 × 24 mm und eine Zähnung von 14:14,5. Sie zeigen die Hohenzollern von vorn, in einem Banner über dem Abbild des Schiffes befindet sich der Name der Kolonie, unter dem Bild die Währungseinheit und beidseitig von dieser der Nominalwert der Briefmarke. Bei kürzeren Kolonienamen wie Togo oder Samoa wurde in dem Banner ein zusätzliches Schmuckelement beidseitig des in Großbuchstaben geschriebenen Namens vorgesehen, um leere Räume auszufüllen. Die Wertstufen der Pfennigausgaben lagen für die Ausgaben in deutscher Währung einheitlich bei 3, 5, 10, 20, 25, 30, 50 und 80 Pfennig.

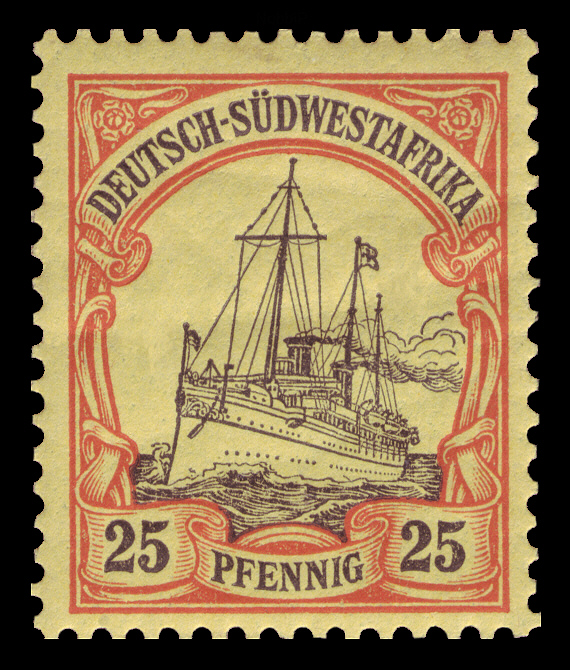
Deutsch-Südwestafrika
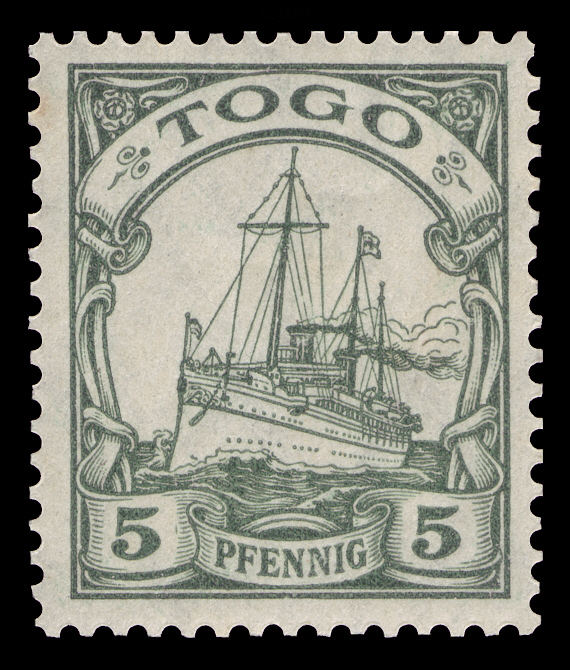
Togo
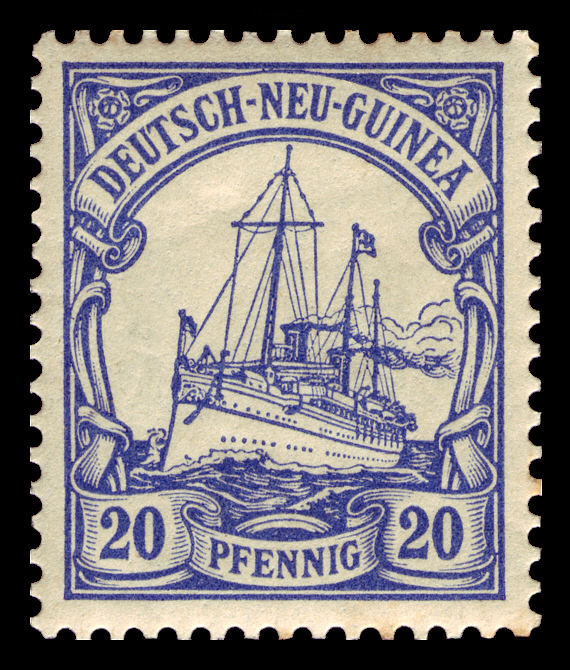
Deutsch-Neuguinea
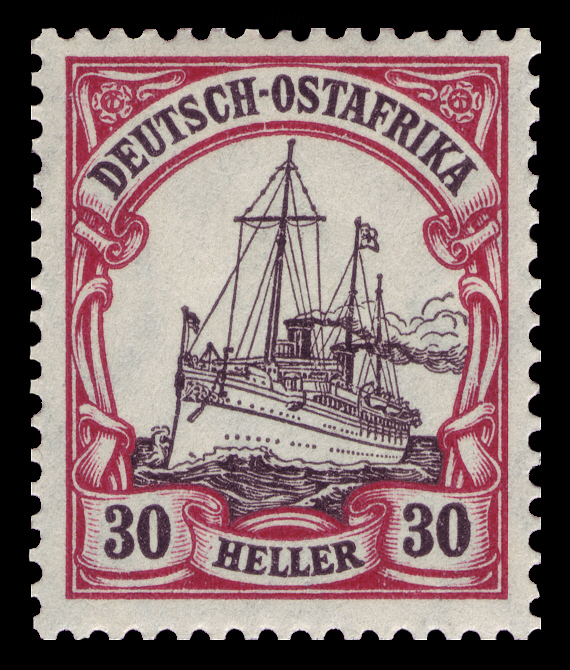
Deutsch-Ostafrika
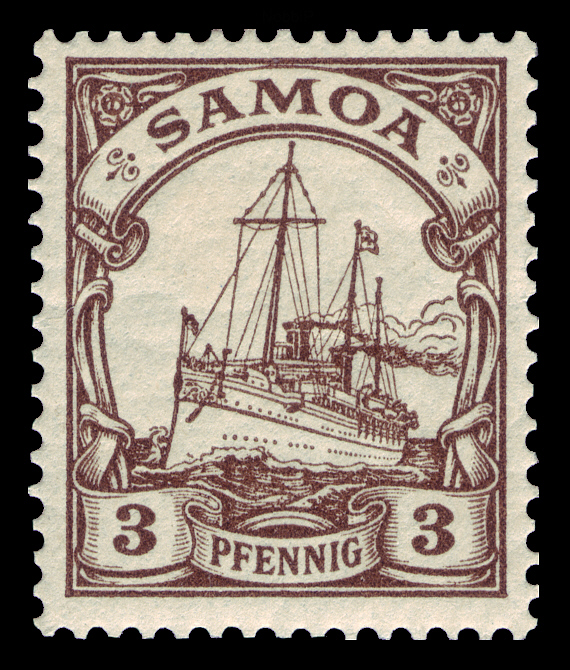
Deutsch-Samoa

### Markwerte
Die querformatigen Markausgaben haben ein Format von 35 × 24 mm und je nach Kolonie eine Zähnung von 26:17, 25:16 oder 25:17. Sie zeigen eine seitliche Darstellung der Hohenzollern, über dem sich wie bei den Pfennigwerten der Koloniename befindet. Links und rechts unten befindet sich jeweils der Nominalwert mit der Währungsangabe.

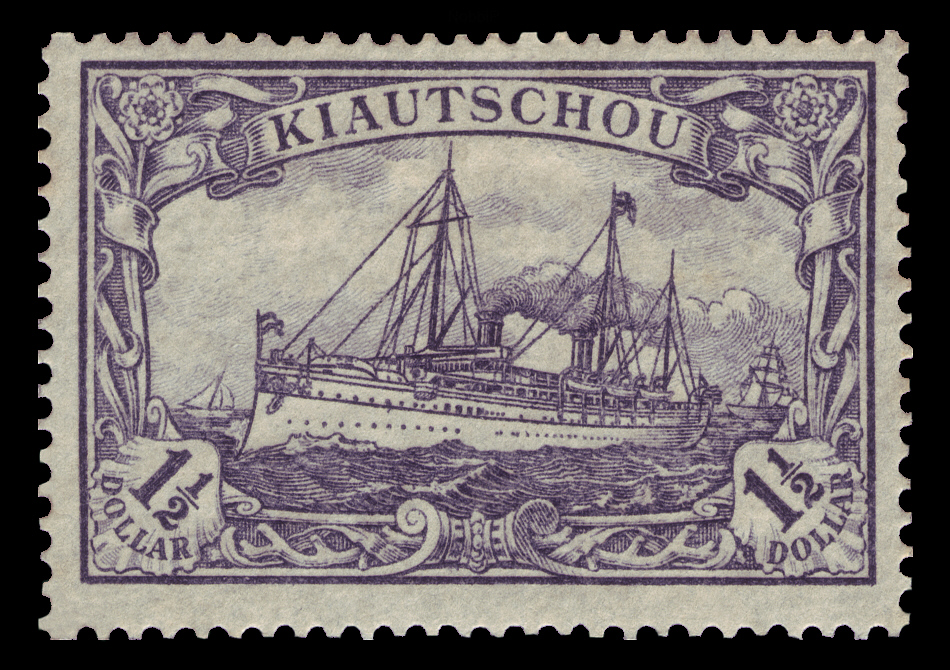
Kiautschou
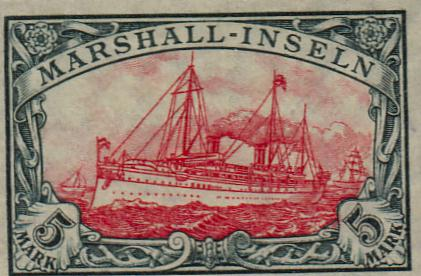
Marshallinseln
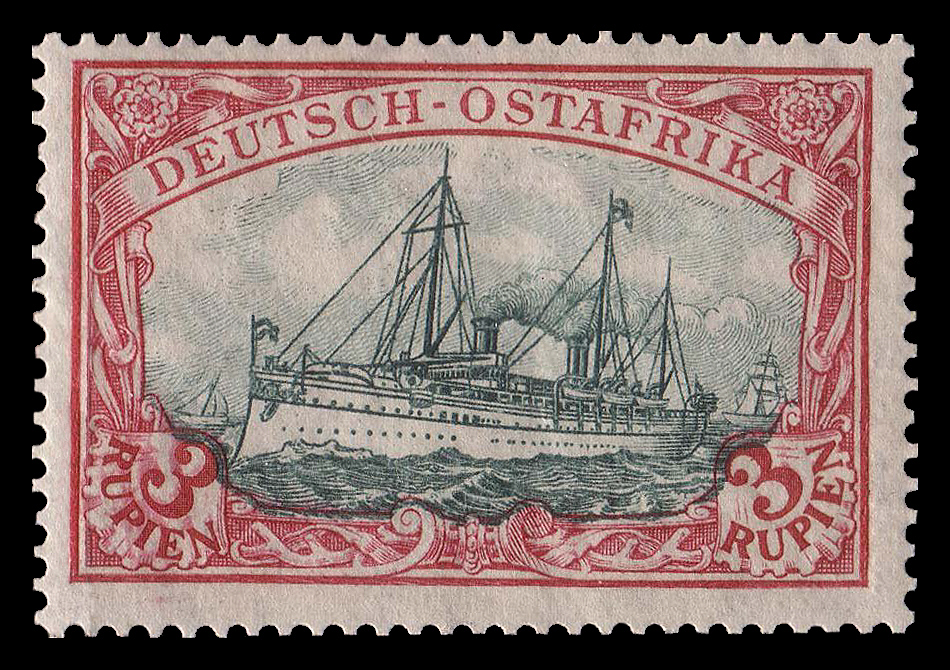
Deutsch-Ostafrika

### Halbierungen und neuer Wertaufdruck

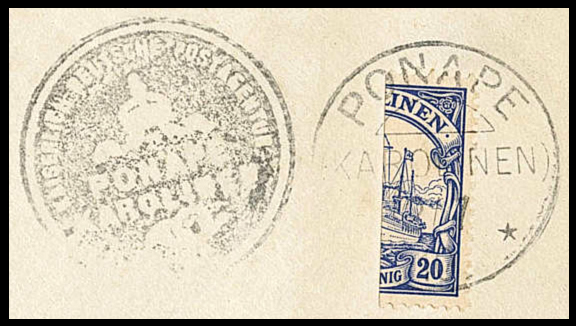
Ponape-Provisorium
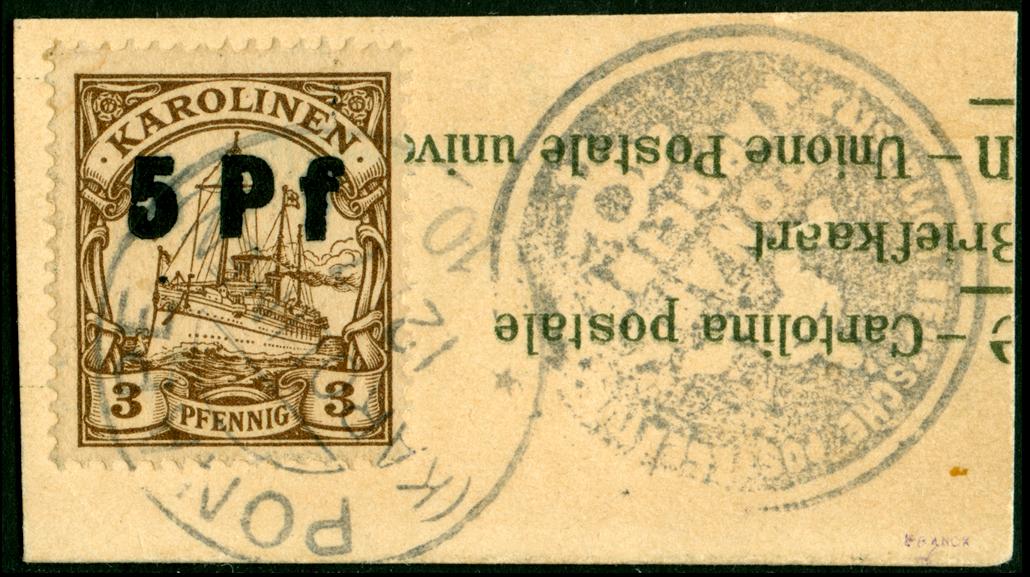
Ponape: Aufdruck 5 auf 3 Pfennig
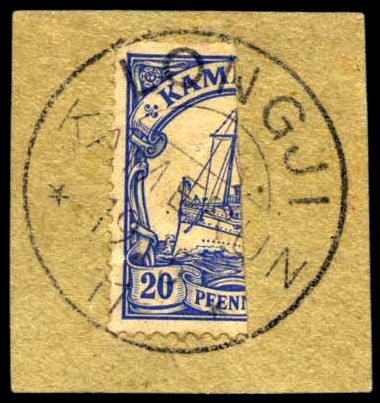
Longji-Halbierung

Beim Postamt Ponape auf den Karolinen wurde im Jahr 1905 die 10-Pfennig-Marke halbiert verwendet, nachdem ein Taifun einen Teil der Markenbestände zerstört hatte. Weiter erhielt dort im Jahr 1910 die 3-Pfennig-Marke den Handstempelaufdruck 5 Pf und es wurde die 10-Pfennig-Marke halbiert verwendet, jeweils unter Zusetzung des Dienstsiegels (sog. Ponape-Provisorien). Auch in Kamerun kam es im Jahr 1911 zur Verwendung einer halbierten 20-Pfennig-Marke unter Zusetzen des Dienstsiegels (Longji-Provisorium).

### Markenheftchen

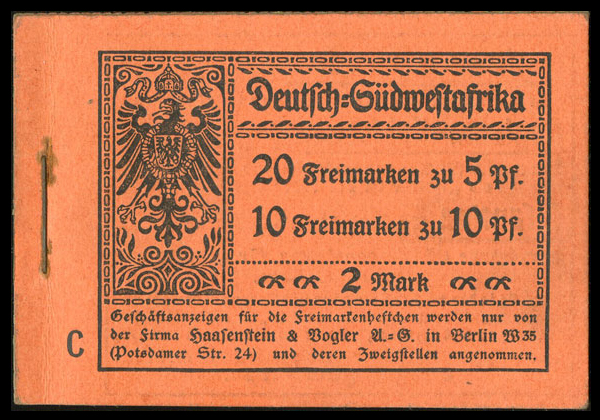
Deckblatt eines Markenheftchens für Deutsch-Südwestafrika

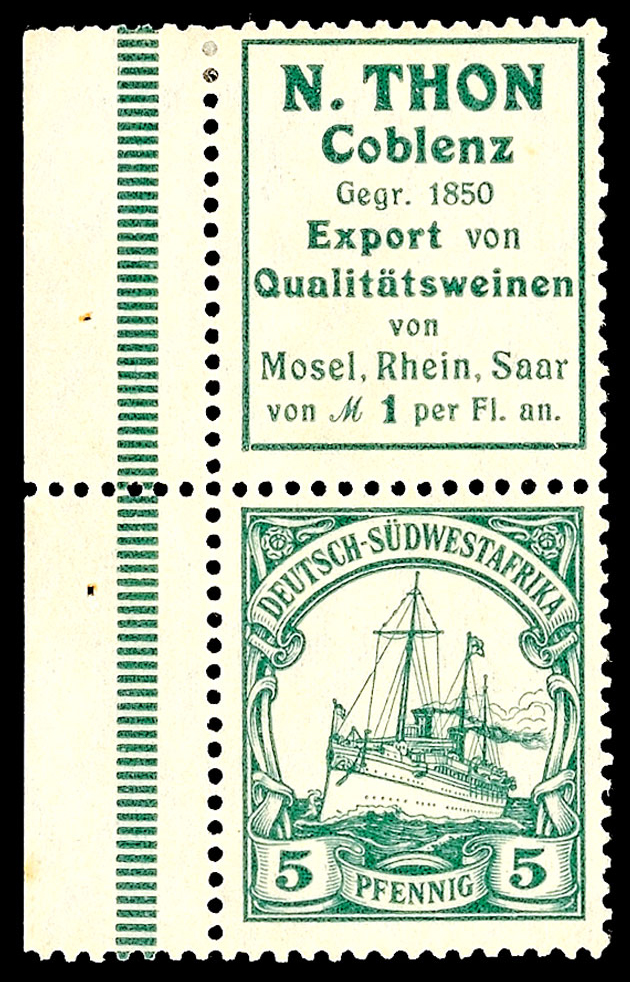
Marke mit Werbefeld (Mi.-Nr. R2) aus Markenheftchen

Markenheftchen wurden (entsprechend den Ausgaben im Deutschen Reich) für die Kolonien Kamerun, Deutsch-Ostafrika und Deutsch-Südwestafrika herausgegeben.

## Besatzungsausgaben

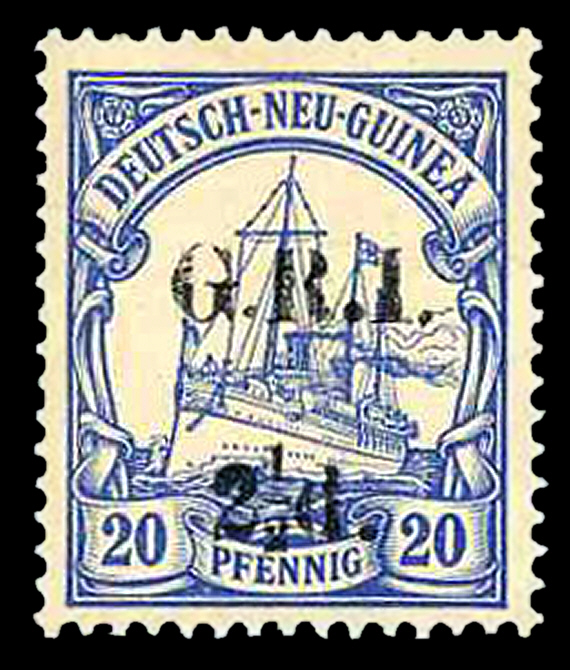
Britische Besatzungsausgabe (Neuguinea, 1915)
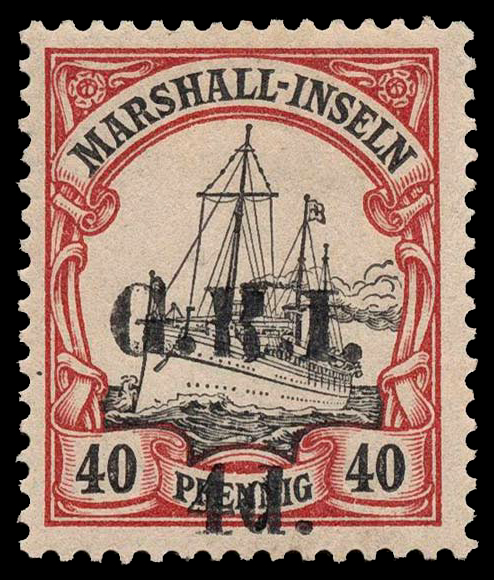
Besetzungsausgabe (Marshall-Inseln)
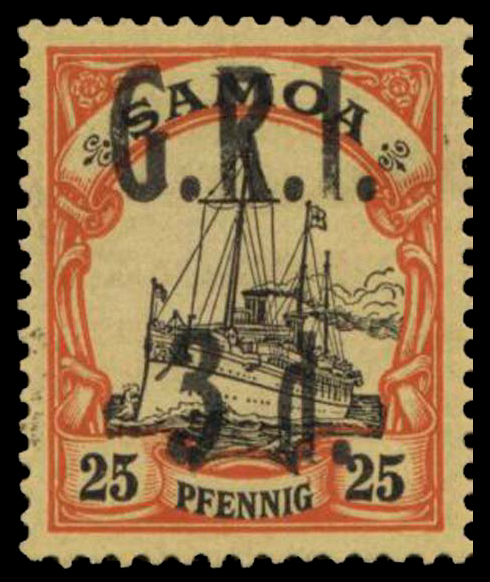
Samoa (britische Besetzung 1914)
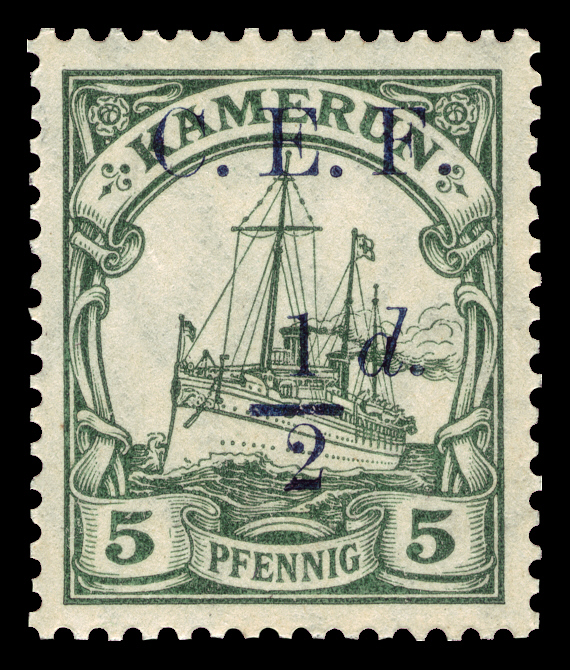
Kamerun (Besetzung 1915)
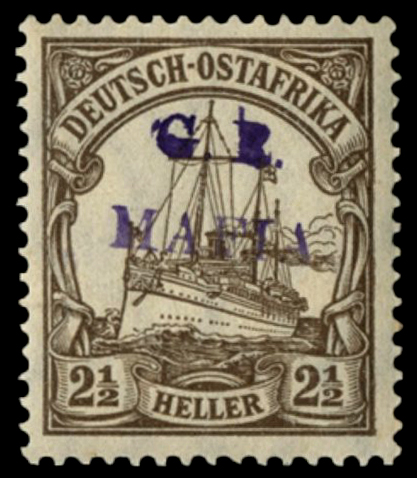
Ostafrika, Insel Mafia (britische Besetzung)
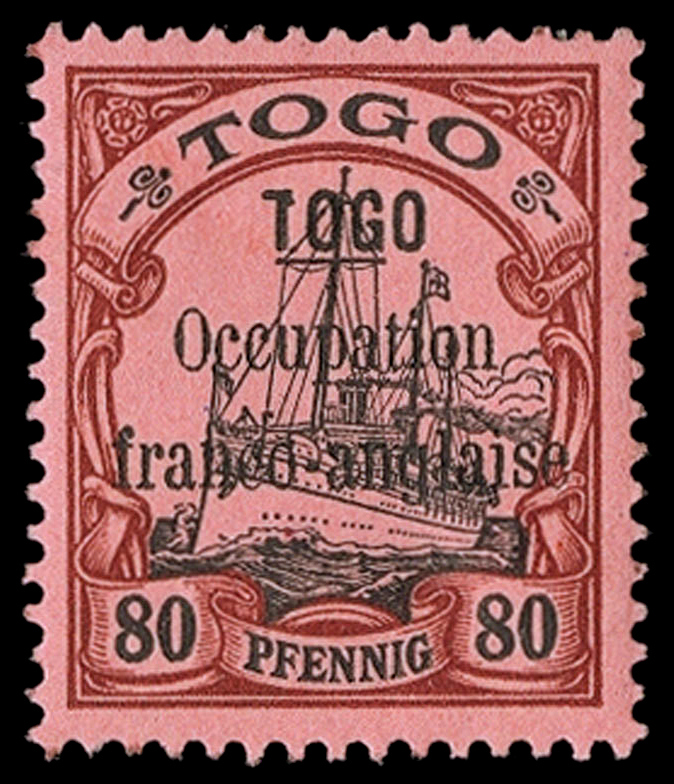
Togo (französische Besetzung)
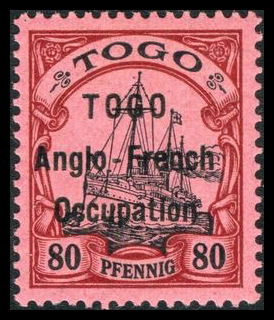
Togo (britische Besetzung)
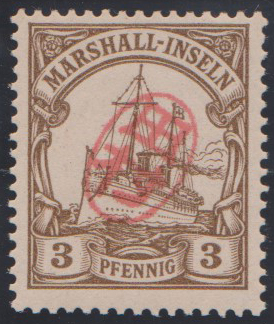
Marshall-Inseln (jap. Besetzung)

Nach der Besetzung der deutschen Kolonien im Ersten Weltkrieg wurden die in den Postämtern noch vorgefundenen Freimarken mit der Bezeichnung der jeweiligen Besatzungsmacht und einer neuen Wertangabe in der Währung des Besatzungsmacht überdruckt und verwendet. Ausgenommen davon sind nur die Marken für die Karolinen und Marianen, die von den japanischen Besatzern unter amtlicher Aufsicht vernichtet wurden, sowie die Marken des Pachtgebietes Kiautschou, die von den deutschen Verteidigern vor der Kapitulation verbrannt wurden.
Ausgaben für Deutsch-Neuguinea, die Marshall-Inseln und Samoa wurden von den Briten mit „G.R.I.“ (für „Georgius Rex Imperator“), die Initialen des Königs Georg V. überdruckt. In Kamerun wurde der Aufdruck „C.E.F.“ für „Cameroon Expeditionary Force“ verwendet. Die Marken aus Togo wurden mit den Schriftzügen „TOGO Anglo French Occupation“ (Togo anglo-französische Besetzung) und „TOGO Occupation franco-anglaise“ (Togo französisch-englische Besetzung) überdruckt. Für die vor der Küste Deutsch-Ostafrikas gelegene Insel Mafia gelangten im Januar 1915 einige Werte mit dem zweizeiligen blauen Handstempel-Aufdruck „G.R.I. MAFIA“ zur Verwendung.
Die Briefmarken der Marshall-Inseln mit japanischem Dienstsiegel erfüllten keinen postalischen Zweck.
Die Besatzungsausgaben gelten unter Philatelisten als gesuchte Raritäten.